# أيلا كيل
أيلا كيل (بالإنجليزية: Ayla Kell)‏ مواليد 7 أكتوبر 1990 في لوس أنجلوس، هي ممثلة أمريكية بدأت مسيرتها الفنية عام 1994.

## وصلات خارجية
- أيلا كيل على موقع IMDb (الإنجليزية)
- أيلا كيل على موقع ألو سيني (الفرنسية)
- أيلا كيل على موقع أول موفي (الإنجليزية)
- أيلا كيل على موقع قاعدة بيانات الفيلم (الإنجليزية)
- أيلا كيل على موقع كينوبويسك (الروسية)